# Депесаж
Депесаж (фр. dépeçage — расщепление) — расщепление привязки коллизионной нормы. В международном гражданском и хозяйственном обороте депесаж означает ситуацию, когда различные элементы одной и той же сделки регулируются одновременно двумя или более системами права. В узком смысле депесаж может рассматриваться как применение различных правовых систем к разным элементам одной и той же сделки. Однако термин может использоваться более широко и применяться к любым ситуациям, в которых одновременно задействовано одновременно более одной правовой системы, например, когда к договору применимо одно право, а к определению личного статута лица, заключившего договор – другое.

## Применение

### Российская Федерация
В соответствии с п. 4 ст. 1210 ГК РФ сторонам договора разрешается осуществить выбор подлежащего применению права как для договора в целом, так и для отдельных его частей. П. 5 ст. 1211 ГК РФ также подтверждает возможность применения к договору, содержащему элементы различных договоров, правовых систем, с которыми данные элементы наиболее тесно связаны, в случаях, когда это вытекает, в том числе из условий или существа договора. При этом стороны могут подчинить различные вопросы своих контрактных взаимоотношений праву разных стран; оговорить применимое право только в отношении части договора, но не всего договора; сослаться на право сразу двух государств как одновременно, так и альтернативно (в зависимости от страны, где будет рассматриваться спор); исключить применение права определенных стран, не указывая на право, подлежащее применению, и т.д. Регулирование возможности выбора сторонами договора различного применимого права к отдельным частям договора в п. 4 ст. 1210 ГК РФ отражает международный опыт в данной области. Основой для формулировки данного положения ГК РФ послужил п. 1 ст. 3 Регламента ЕС «Рим-I», который предусматривает, что «стороны вправе выбрать право, применимое к договору в целом или к отдельной его части». Возможность расщепления применимого права признается и в других международных договорах, к примеру, в Межамериканской конвенции о праве, применимом к международным контрактам, 1994 г., а также в Гаагской конвенции о праве, применимом к международным договорам купли-продажи товаров.

## Проблемы применения
Сложности применения данного правового института возникают в силу того, что у сторон договора появляется возможность выбора нескольких правовых систем, применимых к его различным частям. В частности, существует риск возникновения противоречий между применимыми правовыми системами, что сделает осуществление сделанного сторонами выбора невозможным. По этой причине изначальное отношение многих ученых к возможности такого расщепления было отрицательным. У экспертов, принимавших участие в подготовке Римской конвенции 1980 года, также не было единого мнения по этому вопросу. Часть научного сообщества считала, что не стоит разрешать использование данного правового института в силу того, что такое использование могло повлечь за собой возникновение вышеуказанной проблемы. Однако в силу существования такого основополагающего принципа частного права, как автономия воли, запрет на использование института депесаж представлялся нелогичным и неверным, так как подобный запрет означал бы ограничение права сторон договора на выбор применимого к такому договору права, что, в свою очередь, представляло бы нарушение обозначенного ранее принципа. Указанная проблема была решена следующим образом. В случае, когда возникает противоречие между применимыми правовыми системами, выбор применимого права должен осуществляться в соответствии с общей коллизионной нормой, определяющей применимое право в случае, если стороны не договорились о таковом.  Такой же подход использовал и российский законодатель. Другая сложность возникает, когда стороны договорились о применимом праве в отношении определенной части договора, но не указали применимое право в отношении оставшейся части договора. В подобной ситуации такой частичный выбор применимого права не будет рассматриваться в качестве выбора права в отношении всего договора  (хотя он может рассматриваться в качестве одного из факторов, указывающих на то, с какой страной договор в целом наиболее тесно связан). В случае, если стороны сами не договорились о расщеплении применимого права, российское право по общему правилу не позволяет суду выбрать разное право в отношении различных элементов договора. Пункт 10 ст. 1211 ГК РФ предусматривает, что к договору, содержащему элементы различных договоров, применимо право страны, с которой этот договор, рассматриваемый в целом, наиболее тесно связан. Данная норма имеет своей целью ограничить применение депесаж в ситуациях, когда стороны не договорились о таком исходе либо когда расщепление не предусмотрено законом. При определении страны, с которой наиболее тесно связан договор в целом, подлежат учету такие факторы: какая из сторон осуществляет исполнение, имеющее решающее значение для всего договора, и, соответственно, место основной деятельности такой стороны, которое может указывать на наиболее тесную связь с договором права соответствующей страны. Стоит отметить, что в отличие от российского законодательства, в европейском праве предусмотрена возможность расщепления коллизионной привязки также в случаях, когда подобное расщепление договором не предусмотрено, но оно может быть применено к отделимой части договора, имеющей более тесную связь с другой страной, нежели государством, право которого применяется к договору.

## Депесаж в наследственных правоотношениях
П. 1 ст. 1224 ГК РФ предусматривает расщепление коллизионной привязки, таким образом, наследование недвижимого имущества определяется по праву страны, где находится это имущество (причем наследование недвижимого имущества, которое внесено в государственный реестр в Российской Федерации, - по российскому праву), а прочие отношения по наследованию - по праву страны, где наследодатель имел последнее место жительства.

## Депесаж при определении личного статута юридического лица
Статья 1202 ГК РФ предусматривает единое регулирование правом страны, где учреждено юридическое лицо, всех вопросов, определяемых на основе личного закона юридического лица.